# منتخب اليابان لهوكي الميدان للرجال
منتخب اليابان الوطني لهوكي الميدان للرجال (باليابانية: ホッケー男子日本代表) هو ممثل اليابان الرسمي في المنافسات الدولية في هوكي الميدان.